# Elise Taube
Elise Taube (geboren am 26. Juli 1861 in Finsterwalde (Lausitz); gestorben 20. Jahrhundert) war eine deutsche Ärztin.

## Leben
Als Tochter des königlichen Domänen-Rentmeisters Johann Friedrich Taube in eine wohlhabende Familie geboren, absolvierte Elise Taube die Städtische Schule und das Lehrerinnenseminar in Frankfurt an der Oder, wo sie 1879 das Examen als Lehrerin ablegte. Von 1879 bis 1891 arbeitete sie als Privatlehrerin. Da der reguläre Besuch eines Gymnasiums Frauen nicht offen stand, bereitete sie sich privat auf die Abiturprüfungen vor, die sie mit 38 Jahren als Externe am Luisengymnasium in Berlin ablegte. 
Anschließend begann sie ihr Medizinstudium in Berlin als Gasthörerin, da bis 1908 die Immatrikulation für Frauen regulär nicht vorgesehen war und ihre entsprechenden Anträge abgelehnt wurden. Nach dem Physikum 1901 setzte sie ihr Studium weiterhin als Gasthörerin an den Universitäten Berlin und Halle fort. 1904 legte sie ihr Staatsexamen in Halle ab. Das Praktische Jahr wurde ihr erlassen, und am 16. Mai 1904 erhielt sie die Approbation als Ärztin. Am 20. April 1905 erlangte sie mit der Dissertation zum Thema „Rückenmarksaffektionen im Gefolge von Schwangerschaft und Puerperium mit Einschluss der unter denselben Verhältnissen auftretenden Neuritis und Polyneuritis“ als erste Frau an der medizinischen Fakultät Berlin den Doktorgrad.
Im Jahr ihrer Promotion trat Elise Taube ihre erste Stelle als Assistenzärztin in der Psychiatrischen Universitätsklinik in Rostock an, die sie von 1905 bis 1907 innehatte. Diese Stelle war die erste ausdrücklich für eine Frau ausgeschriebene Arztstelle der Universitätsklinik Rostock. In den folgenden Jahren arbeitete sie in der Irrenanstalt Gehlsheim in Gehlsdorf bei Rostock und der hessischen Landesirrenanstalt Goddelau. 1908 bis 1911 war sie als erste Ärztin an der Irrenanstalt Buch bei Berlin tätig, 1913 bis 1914 in der Privat-Irrenanstalt von Gustav Steinert in Speichersdorf Rosenau bei Königsberg. Ihr letzter bekannter Tätigkeitsort als Assistenzärztin ist 1917 Berlin-Nikolassee.

## Bedeutung und Würdigung
Elise Taube gehört zu den Pionierinnen der Ausübung des Arztberufs durch Frauen in Deutschland und im damaligen Preußen. Sie steht exemplarisch für die Überwindung der Hindernisse, die dem Zugang von Frauen zu diesem Beruf ungeachtet ihrer Fähigkeiten und Leistungen noch zu Anfang des 20. Jahrhunderts entgegenstanden. Taube wird in der Dokumentation „Ärztinnen im Kaiserreich“ des Instituts für Geschichte der Medizin und für Ethik in der Medizin der Charité Universitätsmedizin Berlin geführt. Das Projekt „FrauenOrte im Land Brandenburg“ erinnert an sie unter anderem mit einer Gedenktafel in ihrem Geburtsort Finsterwalde.
Seit 2023 verleiht die Medizinische Hochschule Brandenburg die Elise-Taube-Ehrenmedaille an Personen, die sich "in vielfältiger Weise für die Hochschule einbringen".